# لاوترإكن
لَوتَرإكِن (بالألمانية: Lauterecken) (نقحرة: لاوترإكن) هي مدينة و بلدة ألمانية تقع في ألمانيا في Lauterecken-Wolfstein.  يقدر عدد سكانها بـ 2,223 نسمة .

## أعلام
- كارل كريستيان برينر
- ماكس هارتمان